# Indische rubberboom
De Indische rubberboom (Ficus elastica) is een tot 30 m hoge boom uit de moerbeifamilie (Moraceae). De stam is kort en wordt doorgaans omringd door talrijke houtachtige luchtwortels. De twijgen groeien vaak meters zonder zich te vertakken.
De bladeren zijn afwisselend geplaatst, ovaal, kaal, tot 35 cm lang, leerachtig, stijf en kort toegespitst. Jonge bladeren zijn tot een lange punt opgerold en zijn omgeven door een roodachtige, vliezige schede. De bladeren hebben een opvallende hoofdnerf en zeer dunne zijnerven.
De bloemen zijn zeer klein en worden omsloten door een structuur die op een vrucht lijkt. De werkelijke vruchten zijn tot 2 cm lang, eivormig en worden rood tijdens rijping.
De Indische rubberboom komt van nature voor van Assam in India tot op Java. Hij is op veel plaatsen in de tropen als sierplant aangeplant.
Tot het begin van de twintigste eeuw werd de Indische rubberboom veel in plantages gekweekt, voor de winning van rubber. Nu is deze soort voor die functie volledig verdrongen door de Braziliaanse rubberboom (Hevea brasiliensis). De plant wordt tegenwoordig wel veel als kamerplant gehouden, waarvoor bontbladige cultivars zijn ontwikkeld. Een bijzondere toepassing van deze plant zijn levende bruggen.

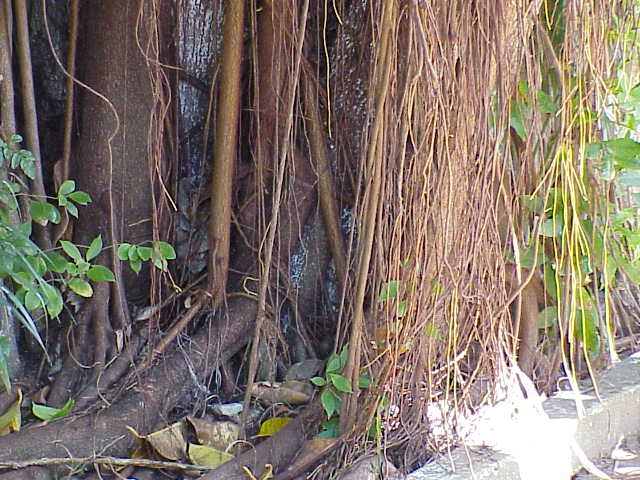
luchtwortels
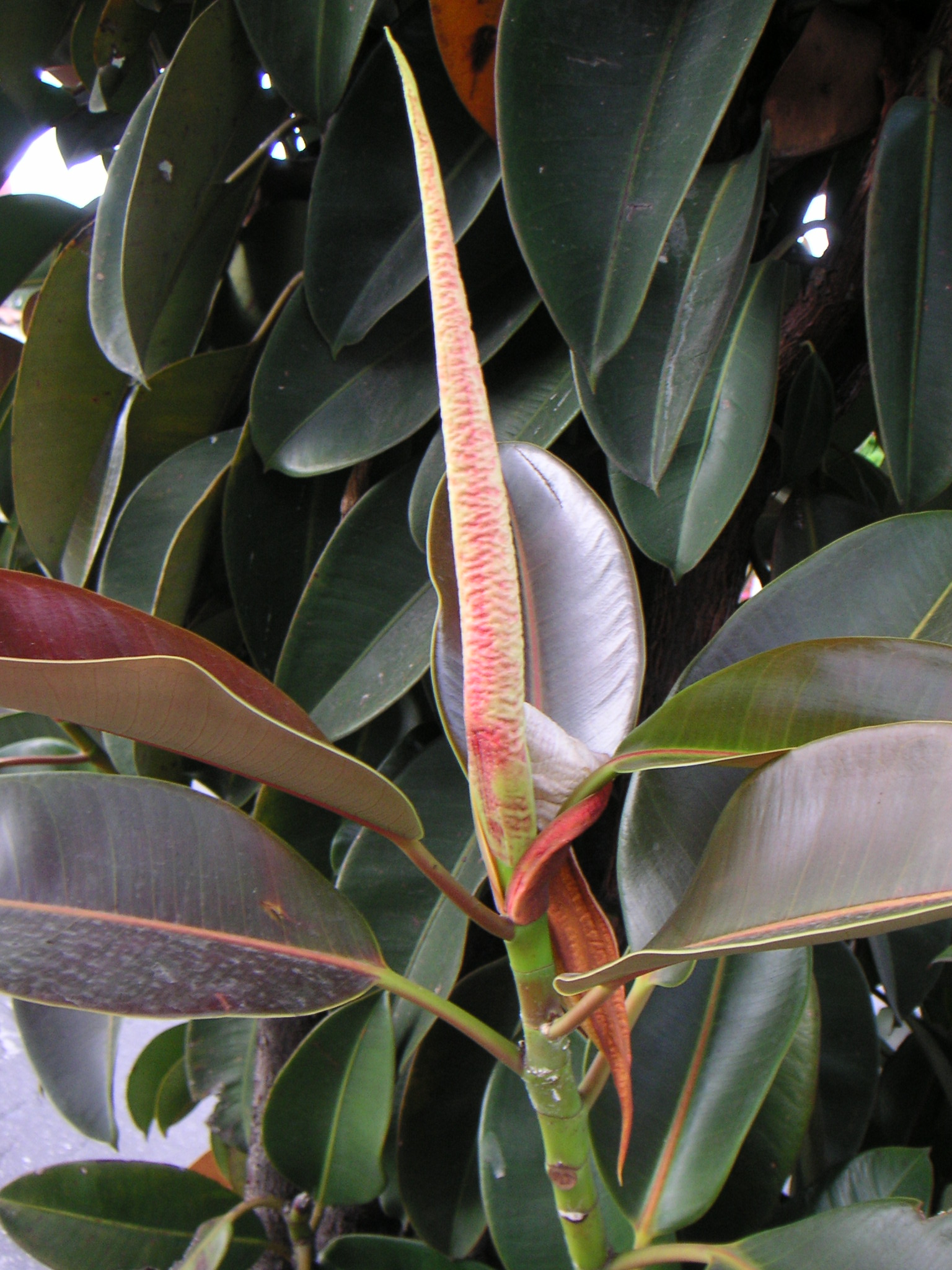
bladeren
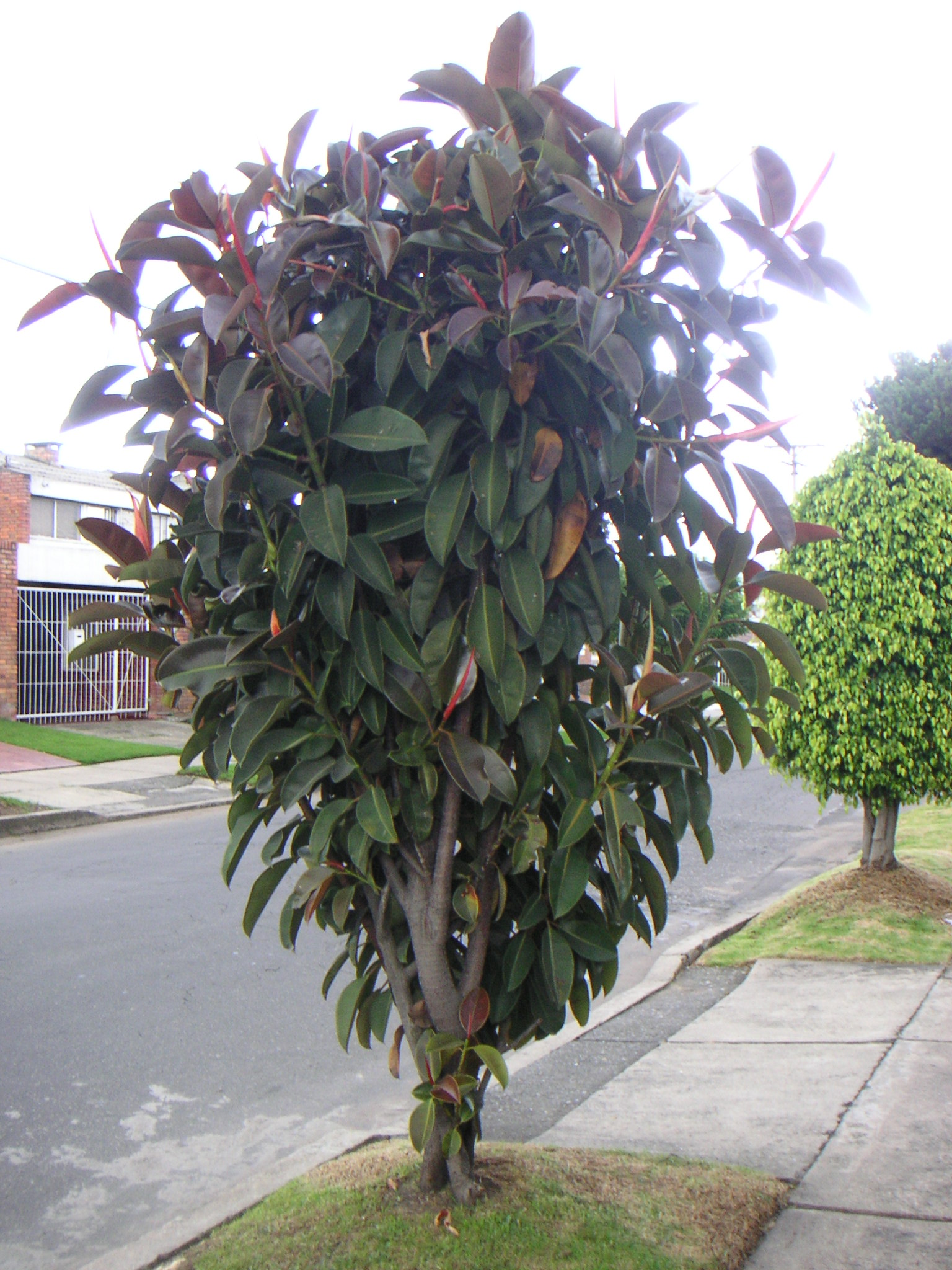
Indische rubberboom aangeplant in Bogota

... · 
F. benghalensis · 
F. benjamina (Waringin) · 
F. carica (Vijgenboom) · 
F. elastica (Indische rubberboom) · 
F. ingens · 
F. lyrata (Vioolbladplant) · 
F. racemosa · 
F. religiosa (Bodhiboom) · 
F. sur (Kaapse wilde vijg) · 
F. sycomorus (Egyptische vijgenboom) · 
...